# Walram III. Limburský
Walram III. Limburský (francouzsky Waléran III de Limbourg, 1180? – 2. července 1226 Cremona) byl lucemburský hrabě, limburský vévoda a arlonský markrabě. Opakovaně se podílel na křížových výpravách do Svaté země, byl štaufským stoupencem a zúčastnil se také bitvy u Bouvines.

## Život
Narodil se jako druhorozený syn limburského vévody Jindřicha III. a jeho manželky Sofie ze Saarbrückenu. Roku 1214 se jako vdovec oženil s čerstvě ovdovělou lucemburskou hraběnkou Ermesindou a do manželství přinesl arlonské markrabství. Téhož roku zemřel jeho starší bratr Jindřich a stal se tak dědicem limburského vévodství, které dostal po skonu svého otce roku 1221. Během soužití s Ermesindou se marně pokoušel znovu získat hlavní část Namurského hrabství na levé straně Maasy a nakonec byl nucen souhlasit s mírovou smlouvu z Dinantu.
Zemřel při návratu ze Svaté země na počátku července 1226 v italské Cremoně a byl pohřben v klášteře Rode. Limburské vévodství zdědil syn Jindřich vzešlý z prvního manželství. Regentkou Lucemburska se stala Ermesinda, protože dalšímu synovi Jindřichovi bylo teprve pět let. Lucemburská dynastie po Walramovi zdědila dědičnou dispozici k oční chorobě.